# 65e Primetime Emmy Awards
De 65e Primetime Emmy Awards, waarbij prijzen werden uitgereikt in verschillende categorieën voor de beste televisieprogramma's die in primetime op de Amerikaanse zenders werden uitgezonden tussen 1 juni 2012 en 31 mei 2013, vond plaats op 22 september 2013 in het Nokia Theatre in Los Angeles. De plechtigheid werd gepresenteerd door Neil Patrick Harris.
De genomineerden werden bekendgemaakt op 18 juli door Aaron Paul en Neil Patrick Harris.

## Winnaars en genomineerden
De winnaars staan bovenaan in vet lettertype. Vermeld zijn de categorieën die werden uitgereikt tijdens de televisie-uitzending.

### Programma's
| Dramaserie (Outstanding Drama Series)                                                                                    | Komedieserie (Outstanding Comedy Series) |
| --- | --- |
| - Breaking Bad - Downton Abbey - Game of Thrones - Homeland - House of Cards - Mad Men                                   | - Modern Family - 30 Rock - The Big Bang Theory - Girls - Louie - Veep                                                                                       |
| Miniserie of televisiefilm (Outstanding Miniseries or Movie)                                                             | Variétéshow (Outstanding Variety Series) |
| - Behind the Candelabra - American Horror Story: Asylum - The Bible - Phil Spector - Political Animals - Top of the Lake | - The Colbert Report - The Daily Show with Jon Stewart - Jimmy Kimmel Live! - Late Night with Jimmy Fallon - Real Time with Bill Maher - Saturday Night Live |
| Reality competitieprogramma (Outstanding Reality-Competition Program)                                                    | |
| - The Voice - The Amazing Race - Dancing with the Stars - Project Runway - So You Think You Can Dance - Top Chef         | |

### Acteurs

#### Hoofdrollen
| Mannelijke hoofdrol in een dramaserie (Outstanding Lead Actor in a Drama Series) | Vrouwelijke hoofdrol in een dramaserie (Outstanding Lead Actress in a Drama Series) |
| --- | --- |

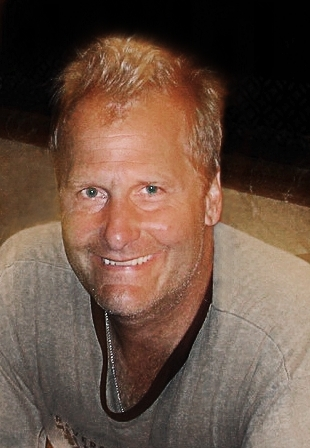
Jeff Daniels (The Newsroom), winnaar mannelijke hoofdrol in een dramaserie

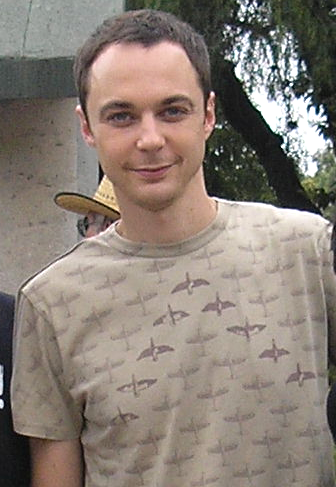
Jim Parsons (The Big Bang Theory), winnaar mannelijke hoofdrol in een komedieserie

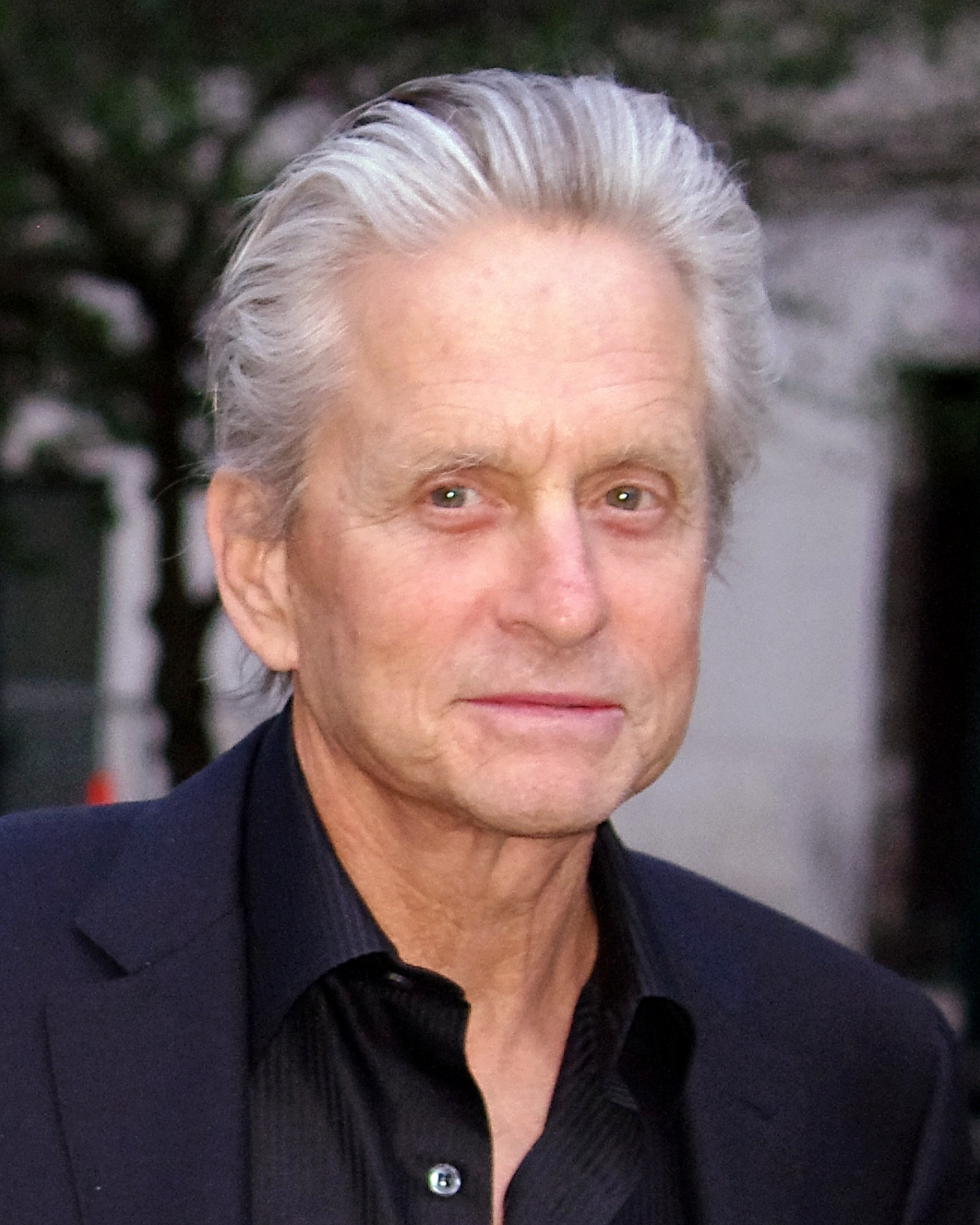
Michael Douglas (Behind the Candelabra), winnaar mannelijke hoofdrol in een miniserie of televisiefilm

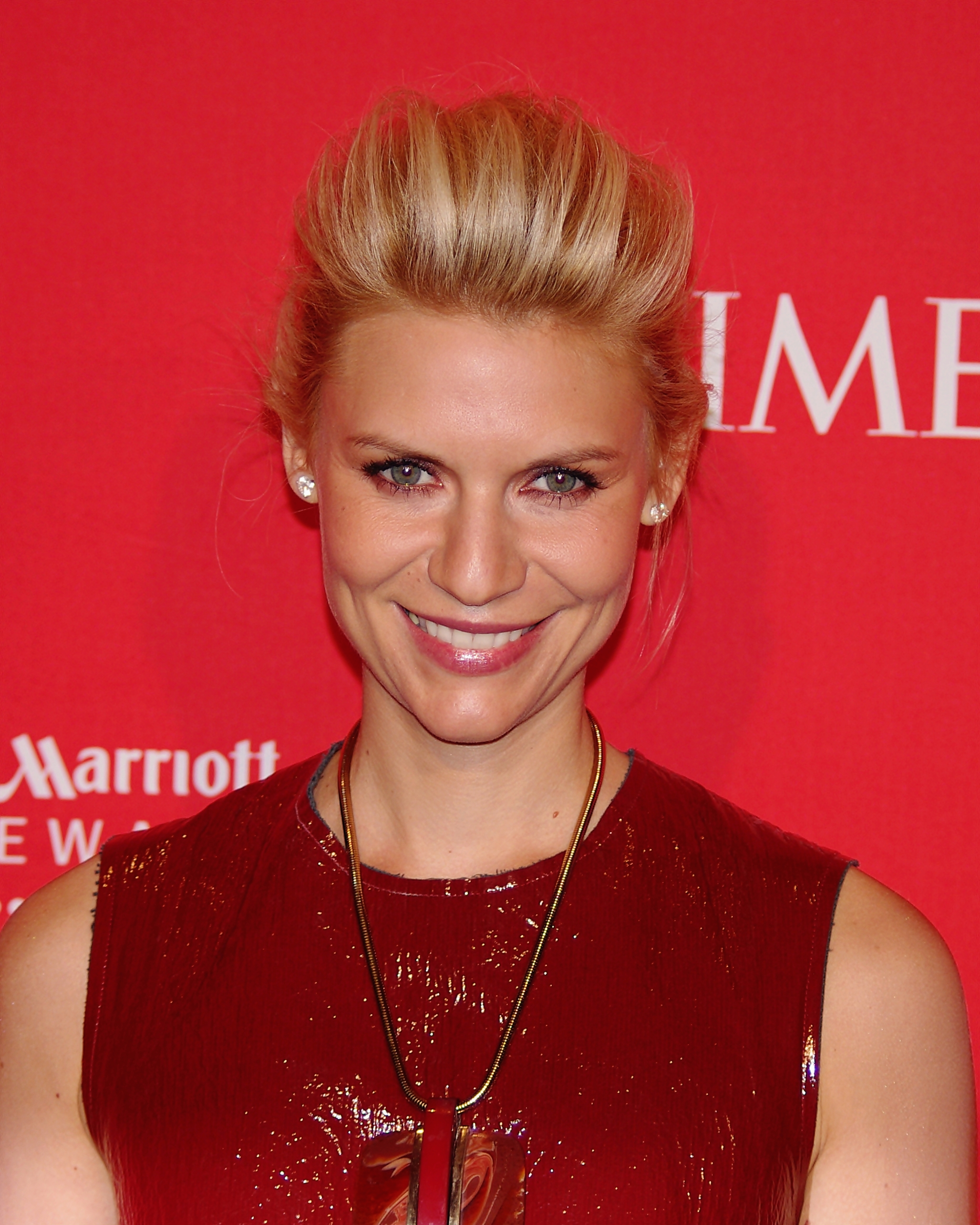
Claire Danes (Homeland), winnaar vrouwelijke hoofdrol in een dramaserie

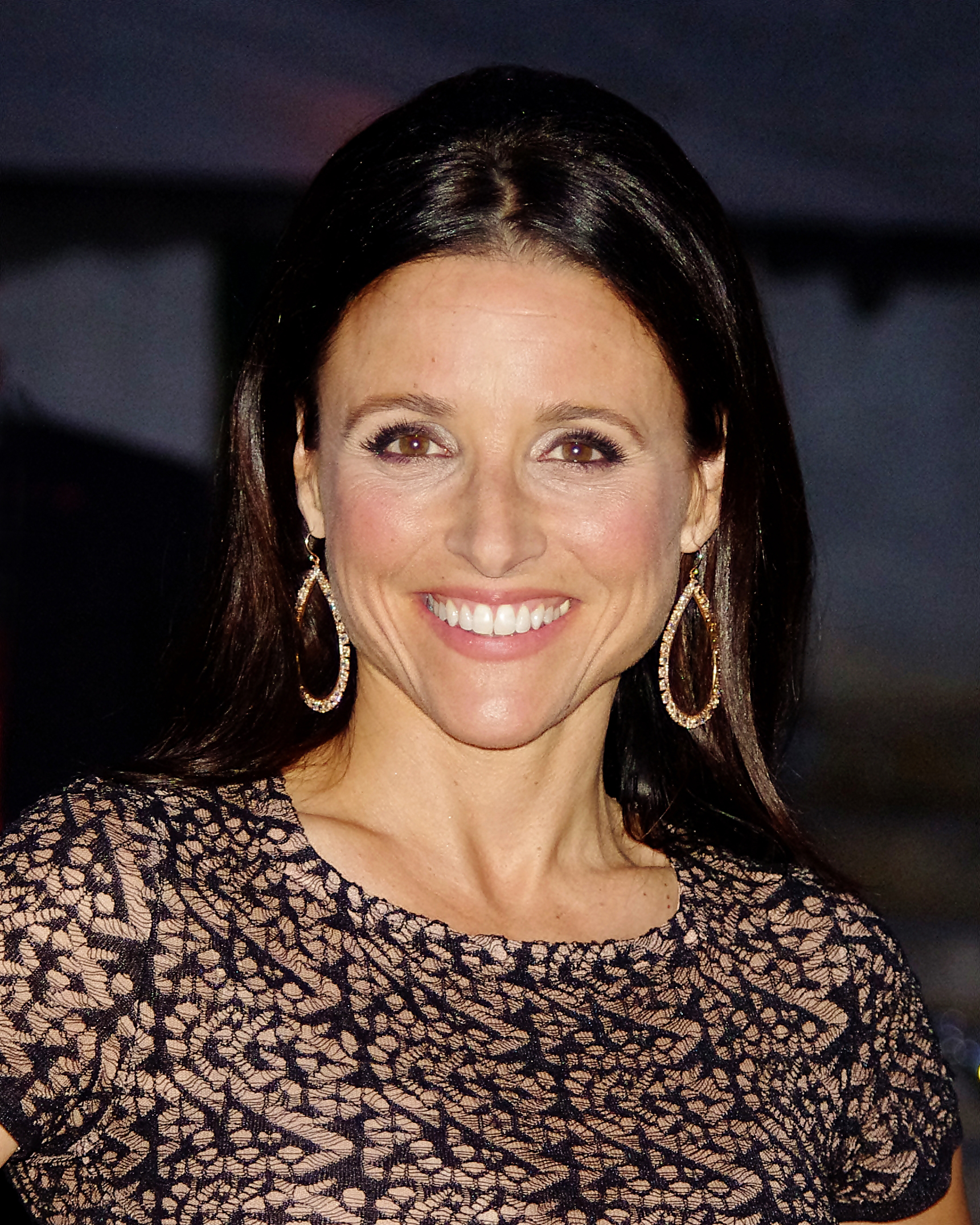
Julia Louis-Dreyfus (Veep), winnaar vrouwelijke hoofdrol in een komedieserie

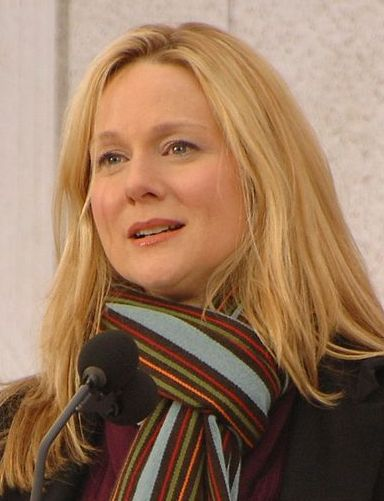
Laura Linney (The Big C: Hereafter), winnaar vrouwelijke hoofdrol in een miniserie of televisiefilm

| - Jeff Daniels als Will McAvoy – The Newsroom - Hugh Bonneville als Robert Crawley – Downton Abbey - Bryan Cranston als Walter White – Breaking Bad - Jon Hamm als Don Draper – Mad Men - Damian Lewis als Nicholas Brody – Homeland - Kevin Spacey als Francis Underwood – House of Cards | - Claire Danes als Carrie Mathison – Homeland - Connie Britton als Rayna Jaymes – Nashville - Michelle Dockery als Mary Crawley – Downton Abbey - Vera Farmiga als Norma Bates – Bates Motel - Elisabeth Moss als Peggy Olson – Mad Men - Kerry Washington als Olivia Pope – Scandal - Robin Wright als Claire Underwood – House of Cards |
| Mannelijke hoofdrol in een komedieserie (Outstanding Lead Actor in a Comedy Series) | Vrouwelijke hoofdrol in een komedieserie (Outstanding Lead Actress in a Comedy Series) |
| - Jim Parsons als Sheldon Cooper – The Big Bang Theory - Alec Baldwin als Jack Donaghy – 30 Rock - Jason Bateman als Michael Bluth – Arrested Development - Louis C.K. als Louie – Louie - Don Cheadle als Marty Kaan – House of Lies - Matt LeBlanc als Matt LeBlanc – Episodes           | - Julia Louis-Dreyfus als Selina Meyer – Veep - Laura Dern als Amy – Enlightened - Lena Dunham als Hannah Horvath – Girls - Edie Falco als Jackie Peyton – Nurse Jackie - Tina Fey als Liz Lemon – 30 Rock - Amy Poehler als Leslie Knope – Parks and Recreation                                                                          |
| Mannelijke hoofdrol in een miniserie of televisiefilm (Outstanding Lead Actor in a Miniseries or Movie) | Vrouwelijke hoofdrol in een miniserie of televisiefilm (Outstanding Lead Actress in a Miniseries or Movie) |
| - Michael Douglas als Liberace – Behind the Candelabra - Benedict Cumberbatch als Christopher Tietjens – Parade's End - Matt Damon als Scott Thorson – Behind the Candelabra - Toby Jones als Alfred Hitchcock – The Girl - Al Pacino als Phil Spector – Phil Spector                      | - Laura Linney als Cathy Jamison – The Big C: Hereafter - Jessica Lange als Jude Martin – American Horror Story: Asylum - Helen Mirren als Linda Kenney-Baden – Phil Spector - Elisabeth Moss als Robin – Top of the Lake - Sigourney Weaver als Elaine Barrish Hammond – Political Animals                                               |

#### Bijrollen
| Mannelijke bijrol in een dramaserie (Outstanding Supporting Actor in a Drama Series) | Vrouwelijke bijrol in een dramaserie (Outstanding Supporting Actress in a Drama Series) |
| --- | --- |
| - Bobby Cannavale als Gyp Rosetti – Boardwalk Empire - Jonathan Banks als Mike Ehrmantraut – Breaking Bad - Jim Carter als Mr. Carson – Downton Abbey - Peter Dinklage als Tyrion Lannister – Game of Thrones - Mandy Patinkin als Saul Berenson – Homeland - Aaron Paul als Jesse Pinkman – Breaking Bad | - Anna Gunn als Skyler White – Breaking Bad - Morena Baccarin als Jessica Brody – Homeland - Christine Baranski als Diane Lockhart – The Good Wife - Emilia Clarke als Daenerys Targaryen – Game of Thrones - Christina Hendricks als Joan Harris – Mad Men - Maggie Smith als Violet Crawley – Downton Abbey                                |
| Mannelijke bijrol in een komedieserie (Outstanding Supporting Actor in a Comedy Series) | Vrouwelijke bijrol in een komedieserie (Outstanding Supporting Actress in a Comedy Series) |
| - Tony Hale als Gary Walsh – Veep - Ty Burrell als Phil Dunphy – Modern Family - Adam Driver als Adam Sackler – Girls - Jesse Tyler Ferguson als Mitchell Pritchett – Modern Family - Bill Hader als diverse personages – Saturday Night Live - Ed O'Neill als Jay Pritchett – Modern Family              | - Merritt Wever als Zoey Barkow – Nurse Jackie - Mayim Bialik als Amy Farrah Fowler – The Big Bang Theory - Julie Bowen als Claire Dunphy – Modern Family - Anna Chlumsky als Amy Brookheimer – Veep - Jane Krakowski als Jenna Maroney – 30 Rock - Jane Lynch als Sue Sylvester – Glee - Sofía Vergara als Gloria Pritchett – Modern Family |
| Mannelijke bijrol in een miniserie of televisiefilm (Outstanding Supporting Actor in a Miniseries or Movie) | Vrouwelijke bijrol in een miniserie of televisiefilm (Outstanding Supporting Actress in a Miniseries or Movie) |
| - James Cromwell als Arthur Arden – American Horror Story: Asylum - Scott Bakula als Bob Black – Behind the Candelabra - John Benjamin Hickey als Sean – The Big C: Hereafter - Peter Mullan als Matt – Top of the Lake - Zachary Quinto als Oliver Thredson – American Horror Story: Asylum              | - Ellen Burstyn als Margaret Barrish Worthington – Political Animals - Sarah Paulson als Lana Winters – American Horror Story: Asylum - Charlotte Rampling als Sally Gilmartin – Restless - Imelda Staunton als Alma Hitchcock – The Girl - Alfre Woodard als Ouiser – Steel Magnolias                                                       |

### Regie
| Regie van een dramaserie (Outstanding Directing for a Drama Series) | Regie van een komedieserie (Outstanding Directing for a Comedy Series) |
| --- | --- |
| - House of Cards (Aflevering: "Chapter 1") – David Fincher - Boardwalk Empire (Aflevering: "Margate Sands") – Tim Van Patten - Breaking Bad (Aflevering: "Gliding Over All") – Michelle MacLaren - Downton Abbey (Aflevering: "Episode 4") – Jeremy Webb - Homeland (Aflevering: "Q&A") – Lesli Linka Glatter | - Modern Family (Aflevering: "Arrested") – Gail Mancuso - 30 Rock (Aflevering: "Hogcock!" / "Last Lunch") – Beth McCarthy-Miller - Glee (Aflevering: "Diva") – Paris Barclay - Girls (Aflevering: "On All Fours") – Lena Dunham - Louie (Aflevering: "New Year's Eve") – Louis C.K. |
| Regie van een miniserie, televisiefilm of "dramatic special" (Outstanding Directing for a Miniseries, Movie, or a Dramatic Special) | Regie van een variétéshow (Outstanding Directing for a Variety Series) |
| - Behind the Candelabra – Steven Soderbergh - The Girl – Julian Jarrold - Phil Spector – David Mamet - Ring of Fire – Allison Anders - Top of the Lake (Aflevering: "Part 5") – Jane Campion en Garth Davis                                                                                                   | - Saturday Night Live (Aflevering: "Host: Justin Timberlake") – Don Roy King - The Colbert Report (Aflevering: "Episode 8131") – Jim Hoskinson - The Daily Show with Jon Stewart (Aflevering: "Episode 17153") – Chuck O'Neil - Jimmy Kimmel Live! (Aflevering: "Episode 13-1810") – Andy Fisher - Late Show with David Letterman (Aflevering: "Episode 3749") – Jerry Foley - Portlandia (Aflevering: "Alexandra") – Jonathan Krisel |

### Scenario
| Scenario voor een dramaserie (Outstanding Writing for a Drama Series) | Scenario voor een komedieserie (Outstanding Writing for a Comedy Series) |
| --- | --- |
| - Homeland (Aflevering: "Q&A") – Henry Bromell - Breaking Bad (Aflevering: "Dead Freight") – George Mastras - Breaking Bad (Aflevering: "Say My Name") – Thomas Schnauz - Downton Abbey (Aflevering: "Episode 4") – Julian Fellowes - Game of Thrones (Aflevering: "The Rains of Castamere") – David Benioff en D.B. Weiss | - 30 Rock (Aflevering: "Last Lunch") – Tina Fey en Tracey Wigfield - 30 Rock (Aflevering: "Hogcock!") – Jack Burditt en Robert Carlock - Episodes (Aflevering: "Episode 209") – David Crane en Jeffrey Klarik - Louie (Aflevering: "Daddy's Girlfriend, Part 1") – Louis C.K. en Pamela Adlon - The Office (Aflevering: "Finale") – Greg Daniels |
| Scenario voor een miniserie, televisiefilm of "dramatic special" (Outstanding Writing for a Miniseries, Movie, or a Dramatic Special) | Scenario voor een variétéshow (Outstanding Writing for a Variety Series) |
| - The Hour – Abi Morgan - Behind the Candelabra – Richard LaGravenese - Parade's End – Tom Stoppard - Phil Spector – David Mamet - Top of the Lake – Jane Campion en Gerard Lee | - The Colbert Report - The Daily Show with Jon Stewart - Jimmy Kimmel Live! - Portlandia - Real Time with Bill Maher - Saturday Night Live |

### Choreografie
| Choreografie (Outstanding Choreography) |
| --- |
| - Dancing with the Stars (Nummers: "Hey Pachuco" / "Para Los Rumberos" / "Walking on Air") – Derek Hough - Dancing with the Stars (Nummers: "Heart Cry" / "Stars") – Allison Holker en Derek Hough - Rodgers & Hammerstein's Carousel (Live from Lincoln Center) – Warren Carlyle - So You Think You Can Dance (Nummers: "Call of the Wild (Circle of Life)" / "Love Cats" / "Beautiful People") – Tabitha en Napoleon D'umo - So You Think You Can Dance (Nummers: "Possibly Maybe" / "Turning Page" / "Sail") – Sonya Tayeh - So You Think You Can Dance (Nummers: "The Power of Love" / "Wild Horses") – Mandy Moore - So You Think You Can Dance (Nummers: "Where the Light Gets In" / "Without You" / "Unchained Melody") – Travis Wall |